# Thorbjörn Fälldin
Nils Olof Thorbjörn Fälldin, né le 24 avril 1926 à Högsjö (Ångermanland) et mort le 23 juillet 2016 dans la même ville, est un homme d'État suédois. Il est Premier ministre de la Suède deux fois non consécutives de 1976 à 1982 et chef du Parti du centre de 1971 à 1985.

## Biographie
Thorbjörn Fälldin est né le 24 avril 1926 à Högsjö dans la province d'Ångermanland. 
Il épouse, en 1956, Solveig Fäldin, née en 1935. De cette union sont nés 3 enfants : Eva Fälldin, née en 1956, Niklas Fäldin, né en 1959 et Pontus Fälldin, né en 1964.
Il devient Premier ministre de la Suède du 8 octobre 1976 jusqu'au 18 octobre 1978 et redevient Premier ministre de la Suède  le 12 octobre 1979 jusqu'au 8 octobre 1982.
Il est aussi président du Parti du centre de 1971 à 1985.
Il meurt à l'âge de 90 ans, le 23 juillet 2016, à Högsjö (Ångermanland).

## Dans les arts et la culture populaires

### Télévision

#### Série
- 2024 : Whiskey on the Rocks de Henrik Jansson-Schweizer, il est joué par Rolf Lassgård.